# Procol Harum
Procol Harum foi uma banda britânica de rock progressivo formada na década de 1960. Eles são mais conhecidos por seu compacto "A Whiter Shade of Pale", considerado um clássico na música popular e um dos poucos singles a ter vendido mais de 10 milhões de cópias. Por esta canção, foram indicados ao Grammy Award para melhor performance pop por uma dupla ou grupo em 1968 e ganharam um Brit Award por melhor single britânico em 1977.
O nome da banda foi escolhido por seu empresário, inspirado no nome do gato de um amigo seu. Traduzido do latim, significa algo como "Através dessas coisas".
Em julho de 2009, Matthew Fisher ganhou um julgamento na corte britânica concedendo 40% dos direitos autorais de 2005 em diante por "A Whiter Shade of Pale", que já havia passado 50% para Brooker pela música e 50% para Reid pela letras.
Em 2018, a banda foi homenageada pelo Hall da Fama do Rock and Roll quando "A Whiter Shade of Pale" foi introduzida na categoria singles. Antes disso, em 1998, a canção já havia entrado para o Hall da Fama do Grammy.